# ヤンマーミュージアム
ヤンマーミュージアムは、滋賀県長浜市三和町に所在するヤンマーの博物館である。

## 概要
同社の100周年記念事業の一環として滋賀研究所の跡地に2013年3月21日に開館した。同社の創業者で長浜市出身の山岡孫吉の功績やヤンマーの製品、エンジン、事業内容を展示している。また、同館ではショベルカーや開発試験用の建設機械の操縦、ボートの操船をシミュレーターで体験できる。建設機械のシミュレーターは予約が必要で当日先着順となっている。この他、予約制のワークショップも開催され、体験活動も行われている。毎週月曜日（祝日や振替休日の場合は翌休日）と年末年始が休館となっている。
2018年から2019年にかけてリニューアル工事が行われ、体験や学習に重点が置かれて設計された。主な客層は小学5年生とその家族としている。また、滋賀県の食材を使った料理を提供するレストランも設置される。管内の随所に八代目ヤン坊マー坊が配置されている。
第55回BCS賞、2016年度グッドデザイン賞受賞。

## 沿革

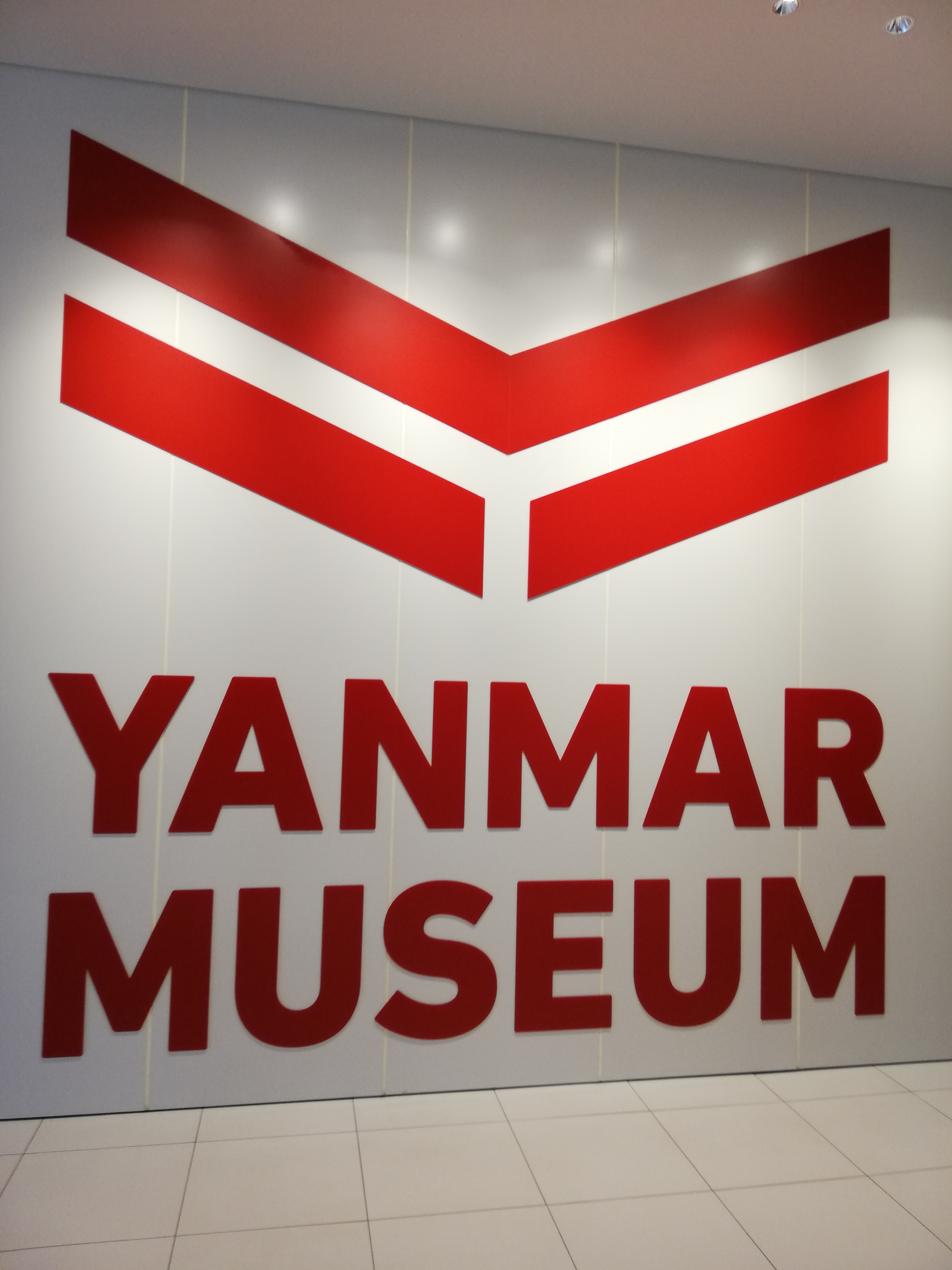
ヤンマーミュージアムのロゴ（1階エントランス）

- 2013年（平成25年）3月21日：開館[2]。
- 2018年（平成30年）9月1日：リニューアル工事のため一時休館[6]。
- 2019年（令和元年）10月5日：リニューアルオープン[4]。

## 展示物
- 手押し耕耘機
- トラクター「YM273」
- アグリウェア（農作業着）
- 田植え機
- コンバイン
- 農業用無人ヘリ
- ミニブルドーザー
- 油圧ショベル「YB600C」
- バルーン型投光器
- プレジャーボート
- ディーゼルエンジン
- チェーンソー
- ロータリーエンジン

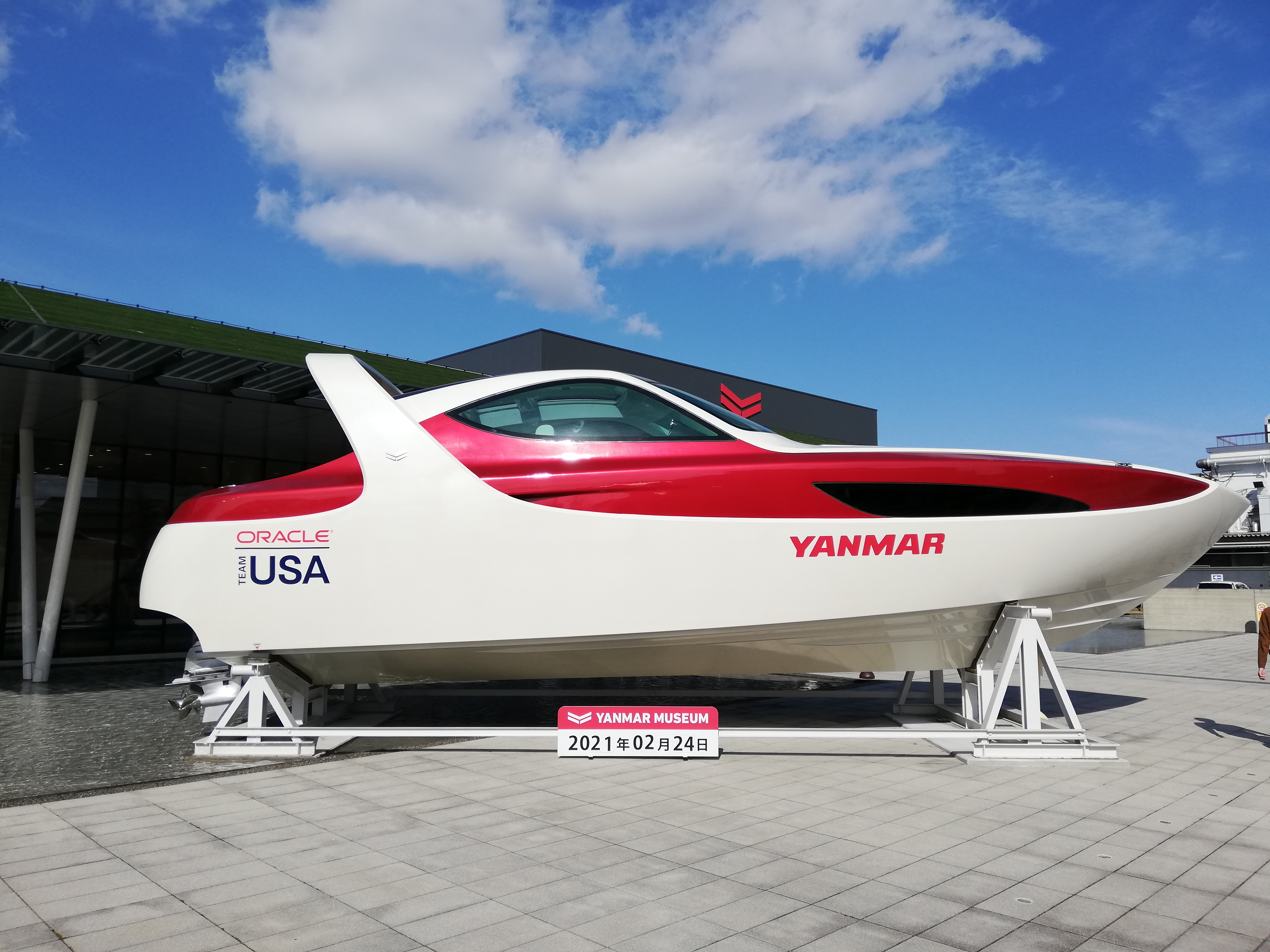
コンセプトクルーザー・X39
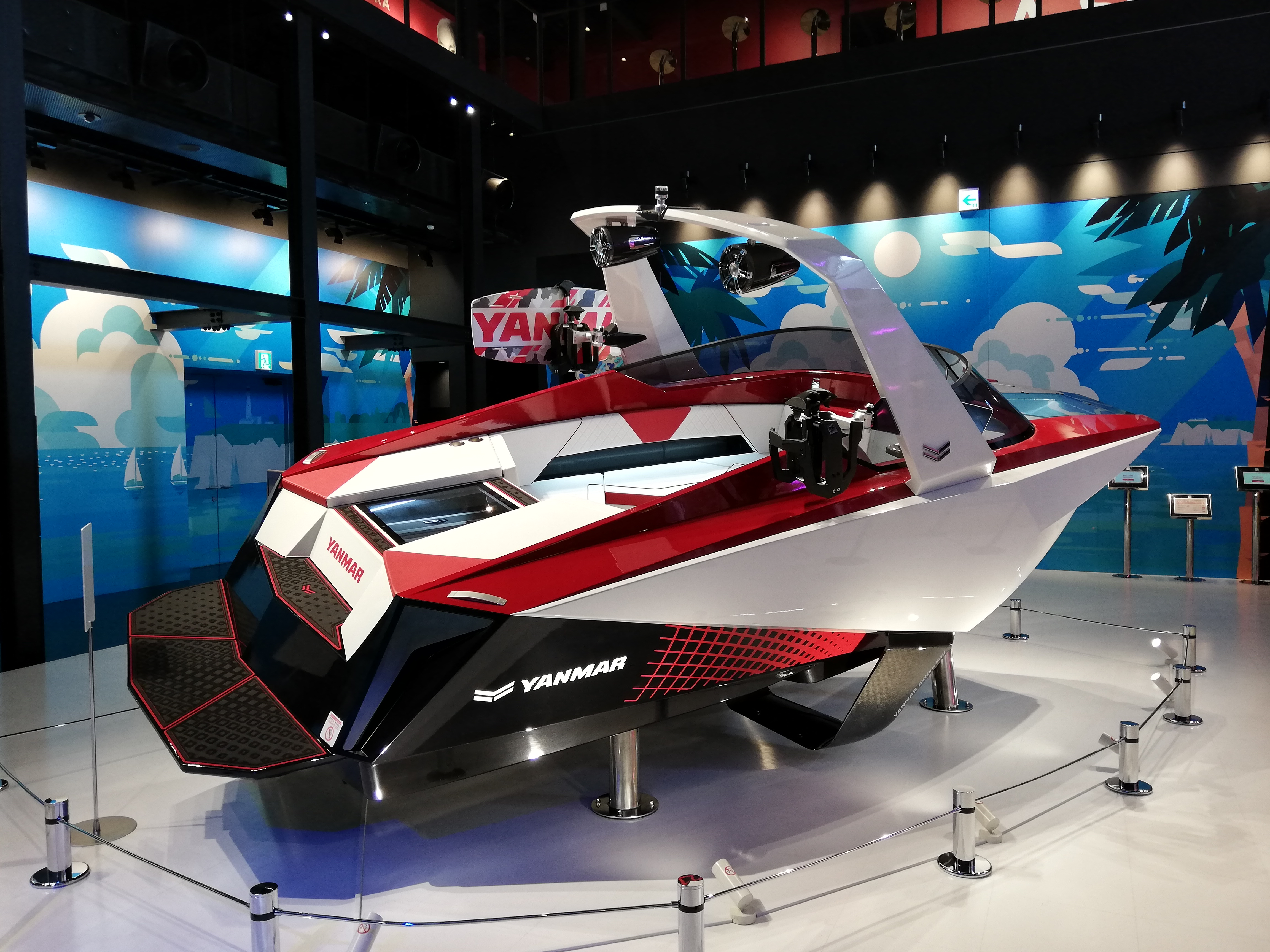
コンセプトスキーボート・W20
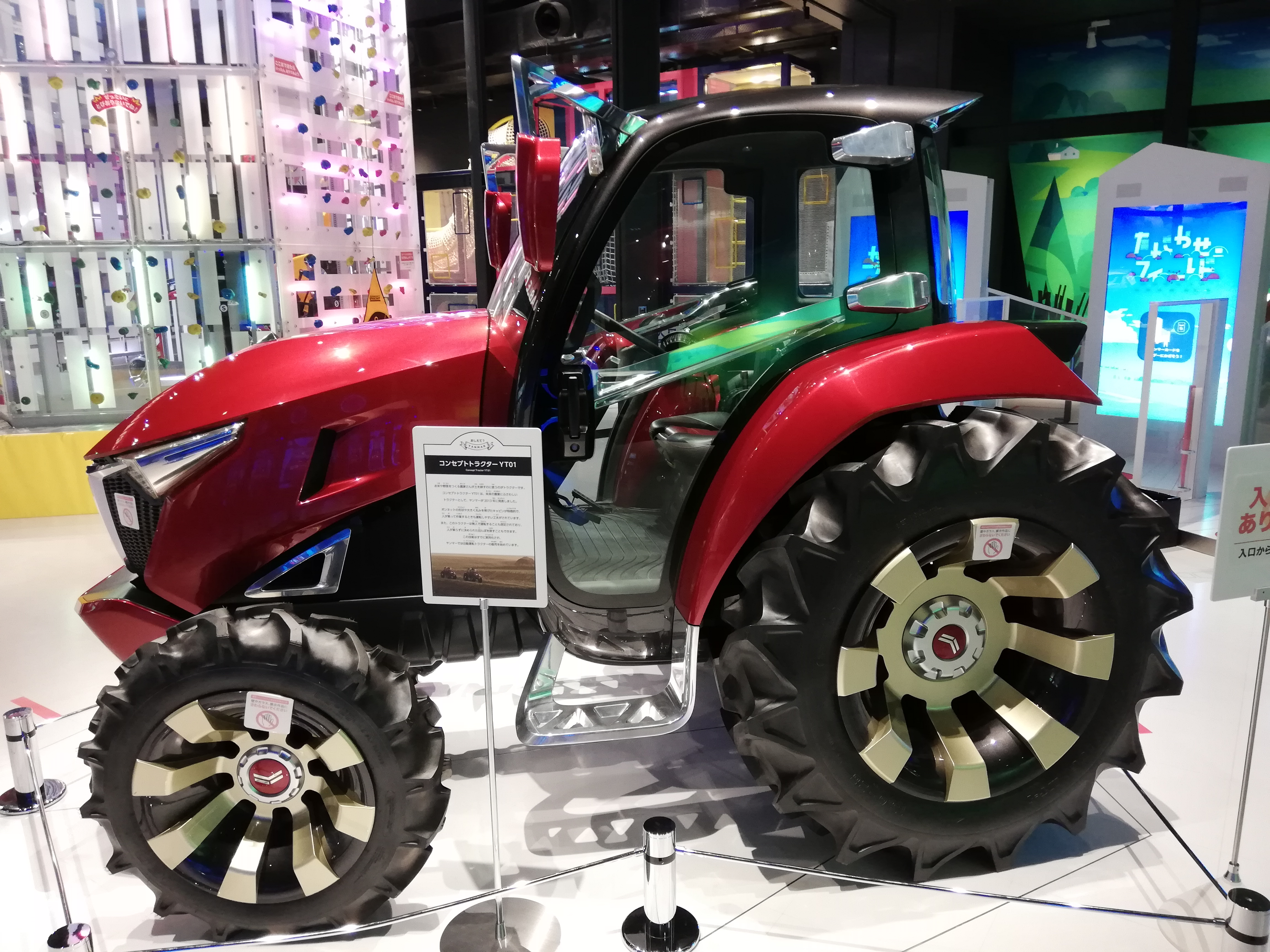
コンセプトトラクター・YT01
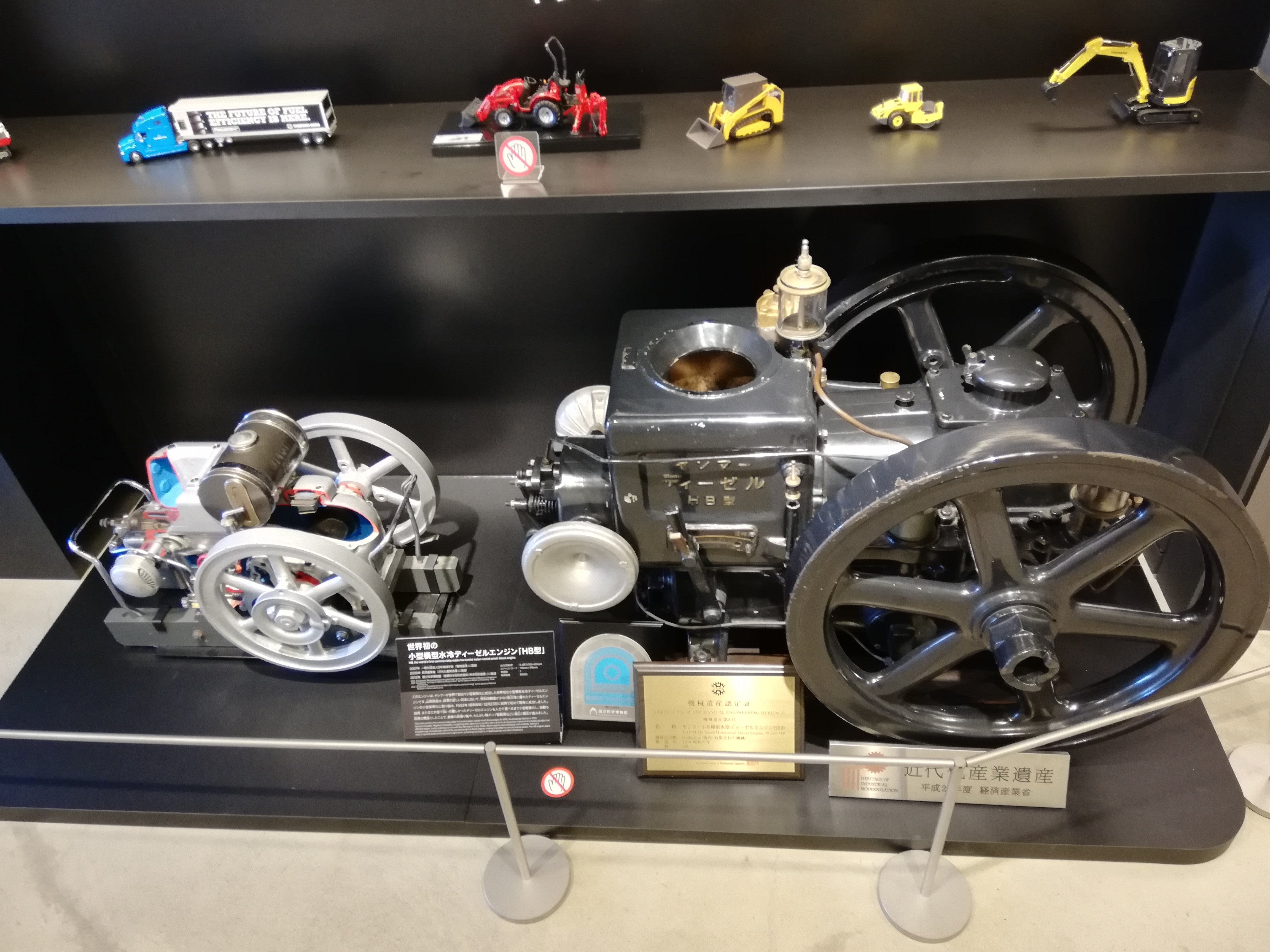
横形水冷ディーゼルエンジン・K1形（左：世界最小のディーゼルエンジン）とHB形（右：近代化産業遺産の指定を受けた）
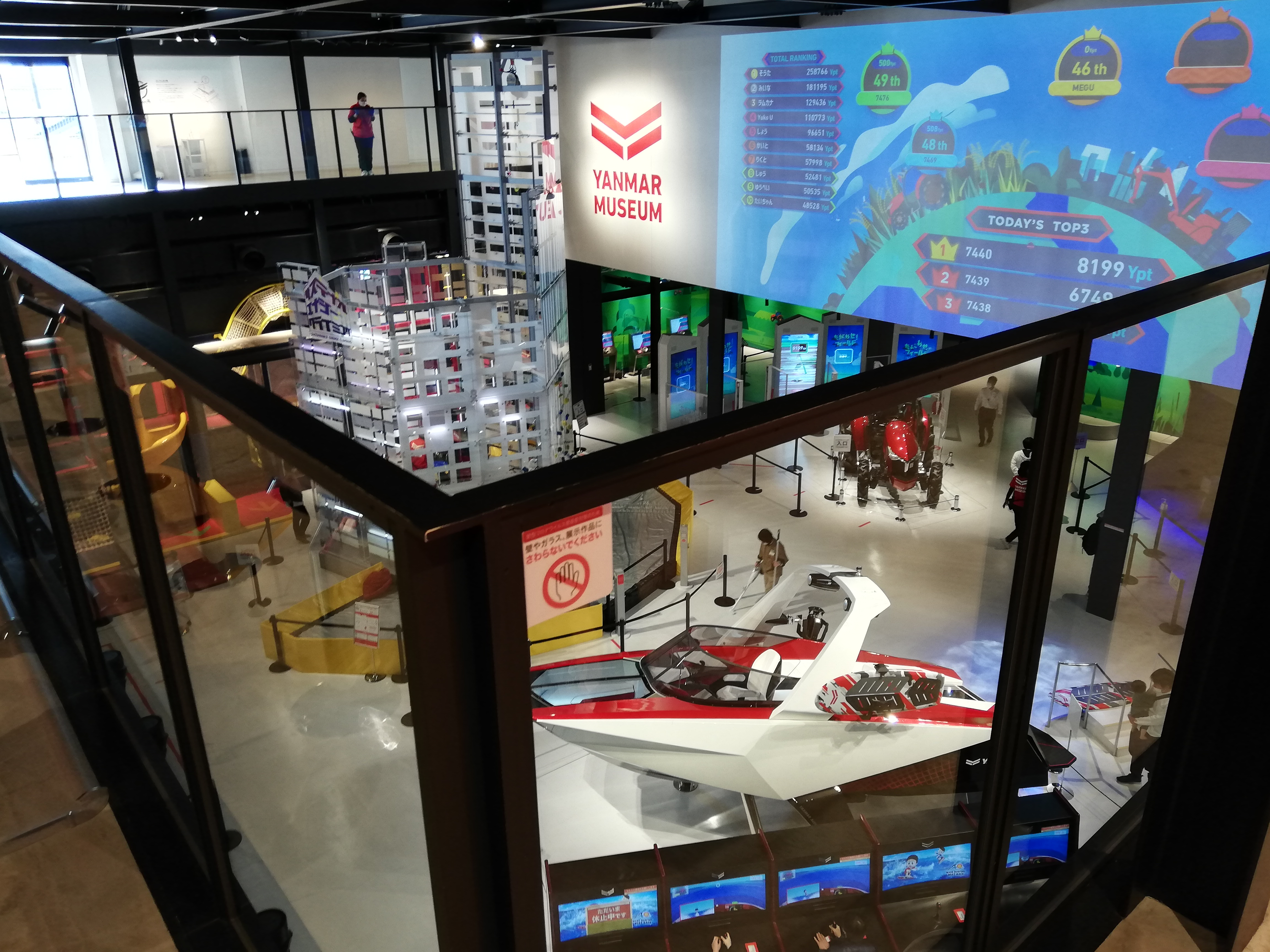
ミュージアムの2階から1階を眺める

## 施設
上記の展示物の他、当館には下記の各施設を併設している。なお、施設によっては利用制限が設けられている。

### チャレンジエリア

#### アトラクション・ゲーム
- サステナブルエナジークライミング
  - ボルダリング・ロープ登り（愛称・トップロープ）体験施設。小学生以上のみ利用可能。
- キッズエナジーアスレチック
  - 屋内アスレチック場。小学生と中学生のみ利用可能。
- ざくざく！パワーショベルチャレンジ
  - パワーショベルの操縦体験をすることができる。2歳以下は保護者同伴であれば利用することが可能。
- ウェイクサーフィンボートレース
  - プレジャーボートを操縦するゲーム。ゲーム内にはヤン坊マー坊が登場する。
- マイフィッシュマイオーシャン
  - 漁業体験ゲーム。
- たがやせ！フィールド
  - 農作業体験ゲーム。
- リズムエンジン
  - エンジンの動きとリズムに合わせて体を動かすゲーム。
- フットボールチャレンジ
  - サッカーボールを蹴り、ゴールポストの枠内に設けられた得点の合計を競うゲーム。

#### 学習施設
- わくわく！チャレンジシアター
  - ヤンマーの創業者、山岡孫吉のストーリーを体感するプロジェクションマッピングシアター（※事前予約優先制）。ナレーションは山口勝平が務める[7]。
- 南極ミュージアム
  - 南極の世界を学習する施設。
- お弁当チャレンジ
  - お弁当作り体験ゲーム。完成したお弁当には栄養バランス・カロリー・調理法などがチャートグラフで表示され、それに併せてアドバイスも表示される。
- 送エネチャレンジ
  - コージェネレーションシステム（※内燃機関、外燃機関等の排熱を利用して動力・温熱・冷熱を取り出し、総合エネルギー効率を高めるエネルギー供給システム）を学ぶ施設。

### サッカー関連
- セレッソミュージアム
  - セレッソ大阪の選手のユニフォームを展示する施設。

### 屋外施設
- おにやんまの湯
  - 足湯。
- おにやんまの見晴台
  - 展望台。
- 屋根の上のビオトープ
  - 屋上に設けられたビオトープ。ここでイベントを行うことがある。

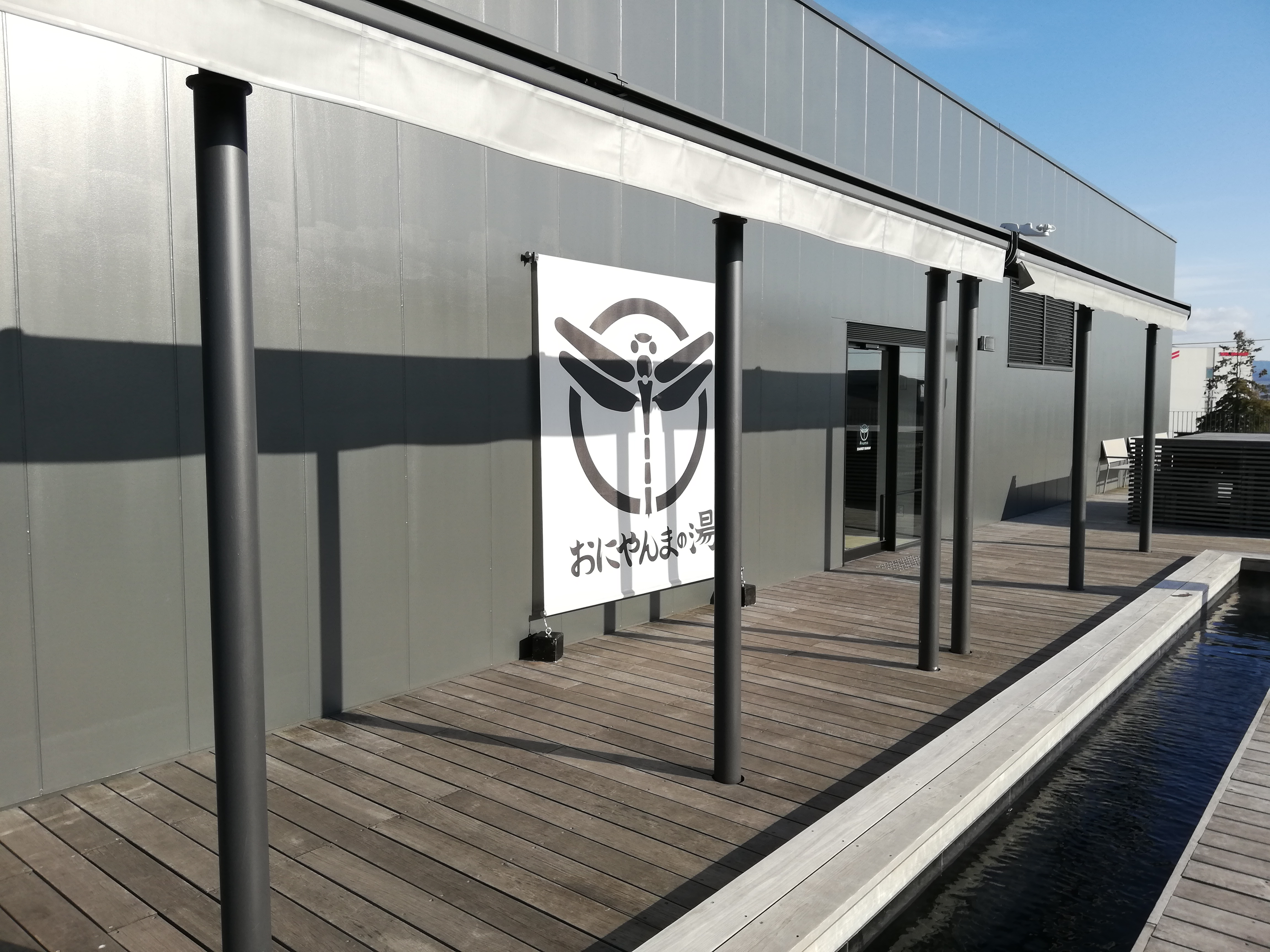
おにやんまの湯
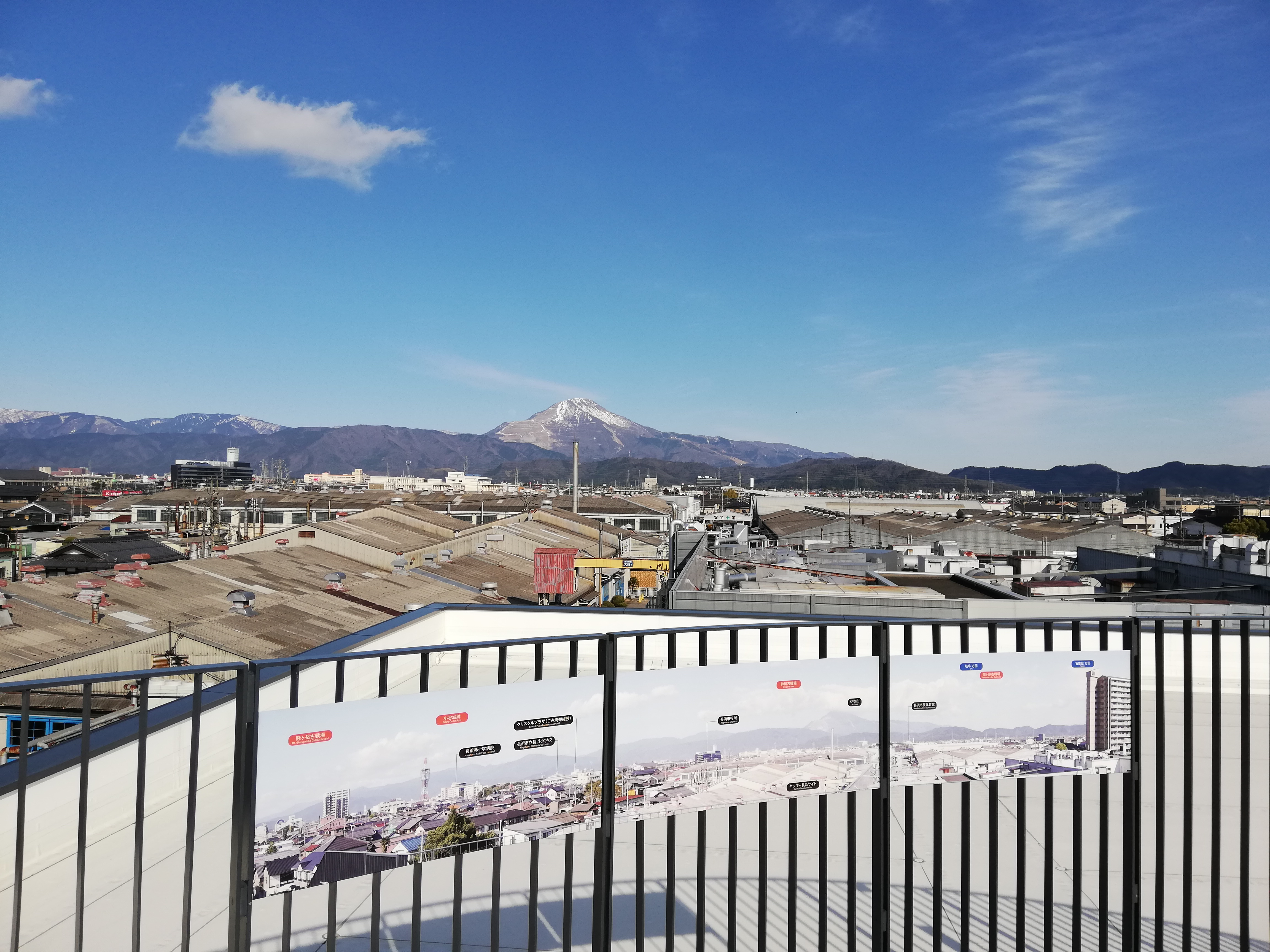
おにやんまの見晴台（伊吹山を眺める）

### 他の施設
- チャレンジルーム
  - ワークショップやイベントスペースとして使用する。
- 多目的ホール
  - 120名を収容することができるホール。

## レストラン・売店
下記の各施設のみを利用することができる（ともに入場無料）。
- Premium Marche BIWAKO[8]
- ヤンマーミュージアムショップ[9]

## ヤンマーカード
入場時に受付で受け取るカードのことを指す。館内にあるチャレンジエリアでこのカードに印刷されたQRコードをコードリーダーにかざすと、チャレンジ（体験）をすることができる。チャレンジ（体験）後にヤンマーポイントが貯まり、そのランキングは「マイアース」という施設で確認することができる。なお、ヤンマーポイントは「チャレンジサイト」（※ヤンマーカードに記されたIDでのログインが必要）で確認することもできる。ちなみに、同カードは次回来館時もそのまま使用することができる。
（ヤンマーカードに関する詳細：「ヤンマーカードについて」を参照）

## アクセス
車
- 北陸自動車道長浜ICより車で10分。

鉄道
- JR北陸本線長浜駅
  - 同駅から徒歩10分、タクシー5分。
    - 土曜・日曜・祝日は長浜駅西口を発着する無料送迎バスの運行がある（※予約制ではない）。

（出典：交通のご案内 - ヤンマーミュージアム）

## その他
- ヤンマーミュージアムの館内と屋外には同館オリジナルの飛び出し坊やが設置されている。

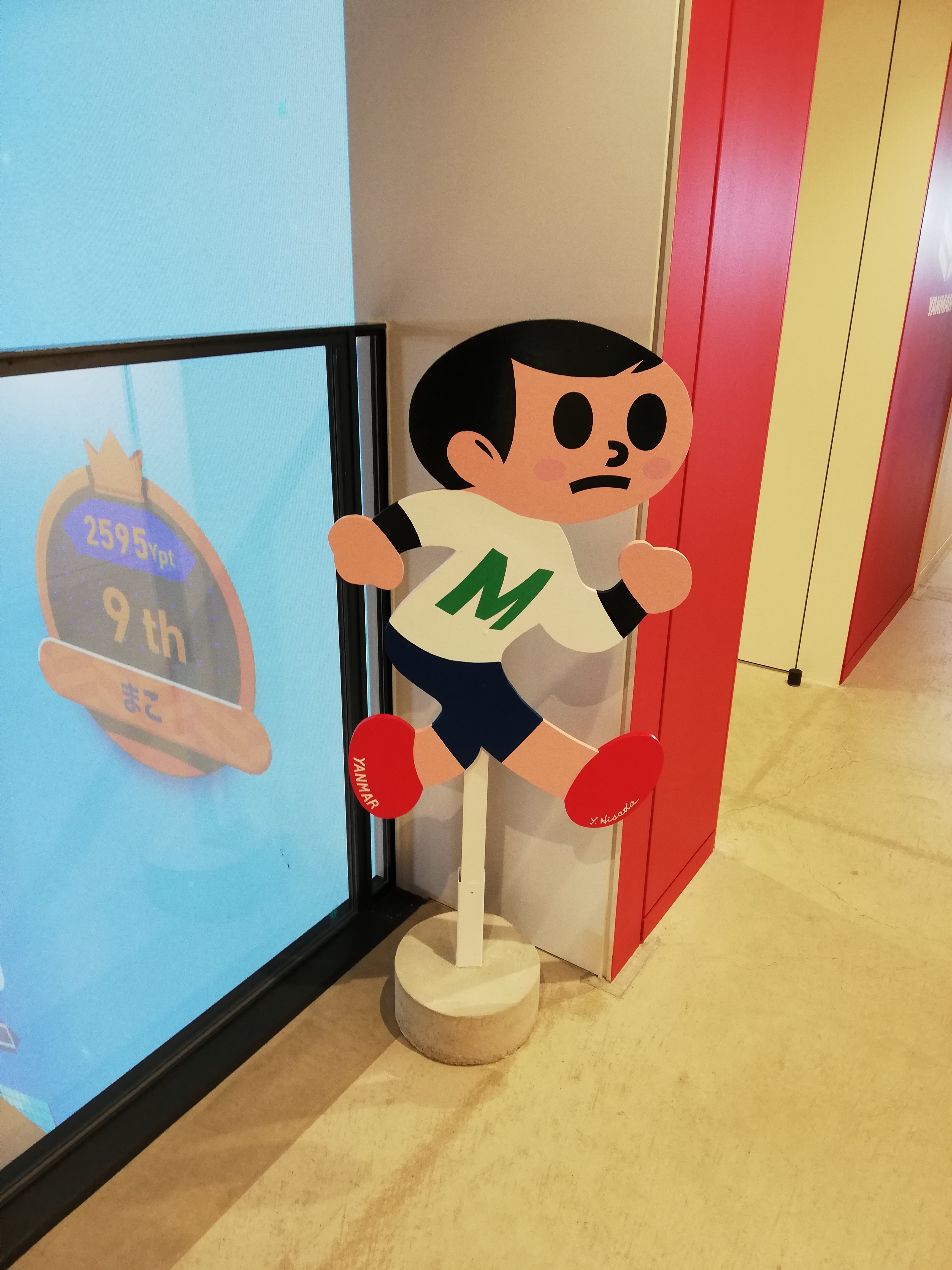
飛び出し坊や（館内）
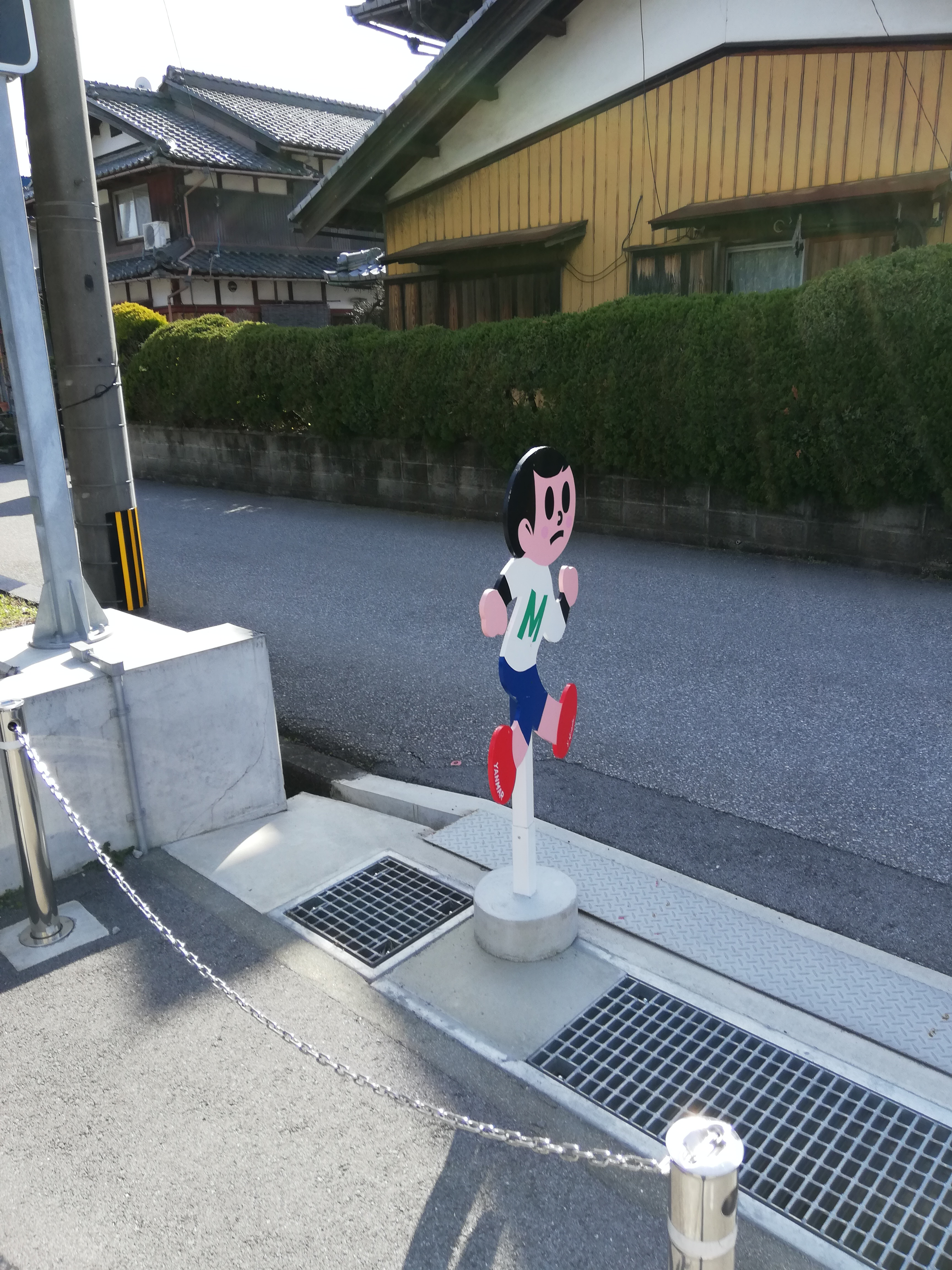
飛び出し坊や（屋外）